# Vitis flexuosa
Vitis flexuosa är en vinväxtart som beskrevs av Carl Peter Thunberg. Vitis flexuosa ingår i släktet vinsläktet, och familjen vinväxter.

## Underarter
Arten delas in i följande underarter:
- V. f. rufo-tomentosa
- V. f. tsukubana